# Jacek Proć
Jacek Proć, poljski lokostrelec, * 9. september 1981.
Sodeloval je na lokostrelskem delu poletnih olimpijskih igrah leta 2004, kjer je osvojil 55. mesto v individualni konkurenci.